# 吉原泰助
吉原 泰助（よしはら たいすけ、1933年2月14日 - 2022年1月21日）は、日本のマルクス経済学・フランス古典派経済学研究者、護憲論者、反戦主義者。福島大学名誉教授、元学長。福島県九条の会代表。九条の会全国講師団メンバー。専門は経済理論・経済理論史。

## 略歴
茨城県古河市生まれ。1951年埼玉県立浦和高等学校卒、東京大学教養学部文科一類に入学。教養学部の同級に井上喜一、小和田恒、栗山尚一、黒井千次がいる。東大教養学部在籍中は三鷹寮に入り、4期と6期の寮委員長を務め、初代都寮連委員長。その後、東京大学法学部三類(政治学)に進学、1955年に卒業し同大学経済学部に学士入学、1957年同学部卒業。同大学院社会科学研究科（博）に進学、1962年単位取得満期修了。
1962年、福島大学に赴任、経済学部講師、助教授、のち教授、経済学部長一期。
その間、文部省在外研究員として一年半パリ第一大学（パンテオン・ソルボンヌ）に在籍。弘前大学、岩手大学、東北大学、名古屋大学、同大学院、名古屋市立大学大学院、名城大学などで、経済原論、政治経済学、経済学史、資本主義構造論、特殊講義「恐慌論・再生産論」、フランス語経済学書講読等を非常勤で担当。
1995年、星埜惇からバトンを受け福島大学長に就任（在任三期7年）。学長在任中は、理工系学部の新設に尽力し、その道筋をつけた〔設置の研究調査費取得〕。2002年、臼井嘉一と交代。
その他、学外では、大学基準協会大学の在り方研究委員会委員（1983-）、学長時代には東北インテリジェント・コスモス研究機構理事、福島県高等教育協議会会長、日本ユネスコ協会連盟理事等[(学会役員・福島県における学長当て職、国立大学協会各種委員を除く]を歴任。

## 編著書
- 『マルクス資本論入門』（山中隆次、鶴田満彦、二瓶剛男と共著、有斐閣新書、1976年）
- 『講座資本論の研究』全五巻(編著、青木書店、1980-82)
- 『資本論体系 9-1 恐慌・産業循環（上）』（富塚良三、服部文男、本間要一郎と共編、有斐閣、1997年）
- 『資本論体系 9-2 恐慌・産業循環（下）』（富塚良三、服部文男、本間要一郎と共編、有斐閣、1998年）